# Michael Bolle
Michael Bolle (* 27. Oktober 1941 in Berlin; † 16. Januar 2025) war ein deutscher Wirtschaftswissenschaftler und seit 1974 Professor an der Freien Universität Berlin im Fachbereich Politikwissenschaft. Er war Direktor des Jean Monnet Centre of Excellence for European Integration in Berlin.

## Leben
Michael Bolle legte sein Abitur 1961 am Schiller-Gymnasium in Berlin ab. Das darauffolgende Studium an der Freien Universität Berlin schloss er 1966 als Diplom-Volkswirt ab und promovierte dort 1969. In den Jahren 1971 bis 1972 war Bolle Assistenzprofessor an der Freien Universität Berlin. Zwischen 1972 und 1974 war er Professor für Macroeconomics and Theory of Economic Policy an der Business School of Economics in Berlin. Es folgten Lehrtätigkeiten an der Harvard University (1977–1978) und an der University of Wisconsin–Madison (1980). 1983 war Bolle Visiting Scholar an der University of Texas. Anschließend war er zwischen 1987 und 1988 als Research Associate an der University of California at Berkeley tätig. Seit 1996 leitet Bolle das Jean Monnet Centre of Excellence for European Integration. Von 1997 bis 1998 war Bolle außerdem als John F. Kennedy Fellow Visiting Scholar Professor an der Harvard University. 2001 war er am dortigen Center for European Studies tätig.

## Forschung
Während sich Michael Bolles Forschung zu Beginn seiner Universitätskarriere insbesondere der Untersuchung ökonomischer Makrosysteme widmete, ist seine spätere Forschung im Bereich politischer Ökonomie und Europäischer Integrationsforschung anzusiedeln. Seine Forschungsschwerpunkte lagen dabei unter anderem auf der europäischen Währungspolitik, der Osterweiterung der europäischen Union, auf der Europäischen Finanzkrise sowie der Stabilität des Verhandlungssystems der Europäischen Union. Darüber hinaus beschäftigte sich Bolle mit den sozio-ökonomischen Bedingungen von politischer Systemstabilität und Regimewechseln.
Bolles frühere Forschung setzte sich mit Wirtschaftskybernetik, ungleichgewichtigen ökonomischen Systemen sowie Arbeitsmarktpolitik auseinander. Bereits Anfang der 1970er Jahre beschäftigte sich Bolle mit Computer-Simulationen von Wirtschaftssystemen. Seine Doktorarbeit von 1969 „Kurz- und langfristige Analyse von ungleichgewichtigen Angebots- und Nachfragesystemen“ untersuchte ökonomische Nicht-Linearität und ist damit thematisch als ein Vorreiter der später populär werdenden Anwendungen von Chaostheorie in der Wirtschaftswissenschaft zu betrachten.

## Schriftenverzeichnis
- Keynes'sche und neoklassische Verteilungstheorie in statischer und dynamischer Analyse. In: Zeitschrift für die gesamte Staatswirtschaft. Band 127, Tübingen 1971
- Simulation eines ökonomischen Makrosystems auf dem Digitalcomputer. In: IBM-Nachrichten. Band 2/5, 21. Jahrgang 1971; Nachdruck in: J. Baetge (Hrsg.): Grundlagen der Wirtschafts- und Sozialkybernetik. Opladen
- Beschäftigungspolitik in stagnierenden Ökonomien: Internationale Erfahrungen. In: H. H. Hartwich (Hrsg.): Gesellschaftliche Probleme als Anstoß und Folge von Politik. Im Auftrag der Deutschen Vereinigung für Politikwissenschaft, Opladen 1983
- als Hrsg. mit Peter Grottian: Arbeit schaffen – jetzt! Konzepte gegen Arbeitslosigkeit. Texte für Arbeitnehmer. Rowohlt, Reinbek 1983.
- mit J. Gabriel: Efficiency of the Labour Market and Employment Policy Measures. In: G. Sziracziky (Hrsg.): The State and the Labour Market, Studies of the Institute of Economics, Hungarian Academy of Sciences, Budapest 1986
- Vocational Training and Job Creation Schemes in EC-Countries: A Comparative Analysis. Europäisches Zentrum für die Förderung der Berufsbildung (CEDEFOP), Berlin 1987
- Michael Bolle und X. Greffe: Employment and Productivity in Europe - What are the perspectives? In: B. Strümpel (Hrsg.): Industrial Societies after the Stagnation of the 1970s. Berlin/Paris 1990
- Employment Enterprises and Active Labor Market Policy in Germany. Paper presented at the Conference of the International Working Party on Labor Market Segmentation in Tampere, Finland, July 1996
- mit U. Brückner und M. Schulz: Monetary, Fiscal and Wage Policy in the European Monetary Union: Maastricht and the Consequences for Integration Policy. In: Molina del Pozo et al. (Hrsg.): The European Union at the Dawn of a New Century. Euroius Editorial juridical, Madrid 1997
- als Hrsg. mit Michael Neugart: Will the Euro shape European economies? In: Effectiveness of the economic policy of the Republic of Estonia and the European Union. Värska-Publikationen, 2000
- mit C. Fahrholz, H. D. Jacobsen und T. Meyer: New Risks Ahead: The Eastward Enlargement of the Eurozone. In: Intereconomics. Band 36, 2001, Nr. 6, S. 298–305
- mit Achim Kemmerling: Investing Subjective and Objective Notions of Well-Being across Countries. Paper presented at the final conference of the New LMStats-Project, funded by the Ford Foundation, Bellagio 23–27th 2002
- als Hrsg.: Eurozone Enlargement - Exchang-Rate Choices and Adjusting Markets. Berliner Wissenschaftsverlag, Berlin 2002
- als Hrsg.: Eurozone Enlargement - Reshaping Policies and Social Conflicts. Berliner Wissenschaftsverlag, Berlin 2003
- Eurozone Enlargement. Exploring Uncharted Waters. Berliner Wissenschaftsverlag, Berlin 2004.
- mit T. Meyer: Euro Adoption and Growth in Central Europe: Managing a Political Process, Intereconomics, 39. 2004
- The effectiveness of monetary policy in Albania and the need for further reform. Paper presented at the 5th International Conference of the Bank of Albania, 2005.
- mit O. Pamp: Sustainable Convergence and Pension Reform in Central and Eastern Europe forthcoming 2006. 2006.